# Akwaya
Akwaya es un municipio del departamento de Manyu de la región del Sudoeste, Camerún. En noviembre de 2005 tenía una población censada de 85 914 habitantes.
Se encuentra ubicado cerca de la frontera con Nigeria y al norte de la ciudad más poblada del país, Duala.